# Fundacija Hergé
Fundacija Hergé, v francoščini poznano pod imenom Moulinsart, in nekoč imenovana Studios Hergé, je uradno organizacija, ki skrbi za svet Hergéja in njegovo kreacijo Tintin in njegove pustolovščine, skupaj z njegovimi drugimi stripi, kot sta Quick & Flupke in Jo, Zette in Jocko. Fundacijo Hergé je leta 1987 ustvarila Fanny Rodwell, Hergéjeva vdova, iz Studios Hergé. Je neprofitna organizacija s sedežem v Bruslju, rojstnem kraju ustvarjalca Tintina. Vodi posestvo Hergé, uradno spletno mesto Tintin in muzej Hergé.

## Moulinsart
Ime "Moulinsart" je bilo izbrano kot ime za komercialno in avtorsko krilo fundacije, ustanovljeno za aktivno prizadevanje za zaščito in promocijo dela Hergéja. Poimenovana je po Moulinsartu, graščina, v kateri v knjigah živi kapitan Haddock (v angleških prevodih je "Moulinsart" znan kot "Marlinspike Hall").

## Editions Moulinsart
Fundacija je izdala številne knjige na temo Tintina v francoščini pod založniškim imenom "Editions Moulinsart".

## Nagrade
Dalajlama je 1. junija 2006 skupaj z južnoafriškim nadškofom Desmondom Tutujem podelil nagrado Luč resnice, Mednarodne kampanje za Tibet. Nagrada je bila Dalajlamovo priznanje Tintina v Tibetu, Hergejeva najbolj osebna pustolovščina. Hergéjeva vdova Fanny Rodwell je v imenu Fundacije Hergé sprejela nagrado, je dejala: "Nikoli nismo mislili, da bo ta zgodba o prijateljstvu odmevala več kot 40 let kasneje."

## Izdaja pravic
Fundacija Hergé je pogosto tožila druge subjekte, ki so poskušali uporabiti Tintinove slike. Toda potem ko je Moulinsart leta 2012 tožil nizozemski ljubiteljski časopis Hergé Genootschapa (Društvo Hergé) za milijon evrov za objavo Tintinovih slik brez licence, je bila odkrita pogodba, v kateri je Hergé leta 1942 dodelil vse pravice njegovih del svojemu prvotnemu založniku Castermanu. Nikoli nista Fanny Rodwell, vdova in edina naslednica fundacije, niti njen mož Nick Rodwell, ki upravlja cesarstvo Tintin, izpodbijala sporazuma v preteklosti. Odločitev sodišča pomeni, da Moulinsart nikoli ni imel pravic, ki jih uveljavlja. "Iz dokumenta iz leta 1942 ... kaže, da je Hergé založbi Casterman izdal pravice za knjige Tintin in njegove pustolovščine, zato Moulinsart ne more odločati, kdo lahko uporablja gradivo iz knjig." je zapisano v sodbi haaškega sodišča. Dokument je prišel od Hergéjevega strokovnjaka, ki želi ostati anonimen.